# 奥列格大公号核潜艇
奥列格大公号核潜艇 （俄语：АПЛ Князь Олег ）是俄罗斯海军一艘核动力推进弹道导弹潜艇，也是一艘955型核潜艇，由红宝石设计局研發，由北德文斯克造船厂建造。这艘潜艇以奥列格的名字命名。 它于2020年7月16日下水。2021年10月21日，奥列格大公号核潜艇从白海的水下发射了一枚导弹。弹头成功击中了堪察加半岛库拉导弹试验场。 2021年12月21日，奥列格大公号核潜艇正式入列俄羅斯太平洋舰队。 